# Polsko na Letních olympijských hrách 1928
Polsko na Letních olympijských hrách 1928 v nizozemském Amsterdamu reprezentovalo 93 sportovců, z toho 82 mužů a 11 žen. Nejmladší účastník byla Gertruda Kilosówna (15 let, 174 dní), nejstarší pak Karol von Rommel (40 let, 77 dnů). Reprezentanti vybojovali 7 medailí, z toho 2 zlaté, 1 stříbrnou a 4 bronzové.

## Medailisté
| Medaile | Jméno                                                                                               | Sport     | Disciplína                       |
| ------- | --------------------------------------------------------------------------------------------------- | --------- | -------------------------------- |
| Zlato   | Halina Konopacka                                                                                    | atletika  | Ženy hod diskem                  |
| Stříbro | Michał Antoniewicz Kazimierz Gzowski Kazimierz Szosland                                             | jezdectví | Parkurové skákání - družstva     |
| Bronz   | Karol von Rommel Józef Trenkwalda Michał Antoniewicz                                                | jezdectví | Jezdecká všestrannost - družstva |
| Bronz   | Jerzy Zabielski Władysław Segda Adam Papée Aleksander Małecki Kazimierz Laskowski Tadeusz Friedrich | šerm      | družstvo mužů                    |
| Bronz   | Franciszek Bronikowski Edmund Jankowski Leon Birkholc Bernard Ormanowski Bolesław Drewek            | veslování | muži čtyřka s kormidelníkem      |